# Machalí
Machalí é uma comuna da província de Cachapoal, localizada na Região de O'Higgins, Chile. Possui uma área de 2.586,0 km² e uma população de 28.628 habitantes (2002).

## Esportes
A cidade de Machalí possui um clube no Campeonato Chileno de Futebol, o Club de Deportes Cultural Orocoipo.